# Tratado de los Pirineos

Cesiones territoriales por el Tratado de los Pirineos.

El Tratado de los Pirineos fue un tratado internacional suscrito el 7 de noviembre de 1659 por Luis de Haro y Mazarino, plenipotenciarios de los reyes español y francés, respectivamente, en la isla de los Faisanes, para poner fin a las hostilidades iniciadas en mayo de 1635, durante la guerra de los Treinta Años.

## Antecedentes
Francia entró en la guerra de los Treinta Años después de las victorias españolas contra los rebeldes holandeses en 1625, contra los suecos en Nördlingen, en 1634 y por la invasión española del francófilo Electorado de Tréveris en 1635, tras la previa invasión francesa del hispanófilo Ducado de Lorena y Bar. En 1640 Francia comenzó a interferir en la política española, apoyando a los sublevados catalanes durante la sublevación de Cataluña, al tiempo que España apoyaba la Revuelta de la Fronda en 1648. En las negociaciones de la Paz de Westfalia y el Tratado de Münster en 1648, que pusieron fin a la guerra de los Treinta Años, Francia se anexionó los territorios del sur de Alsacia, además de controlar Lorena. Cerrando el llamado Camino Español que unía las posesiones españolas en Italia y en Flandes a través de Suiza y el Franco Condado. Las peticiones de Mazarino no fueron aceptadas por España, que firmó la paz con las Provincias Unidas y continuó la guerra con los franceses.

## Los efectos del tratado

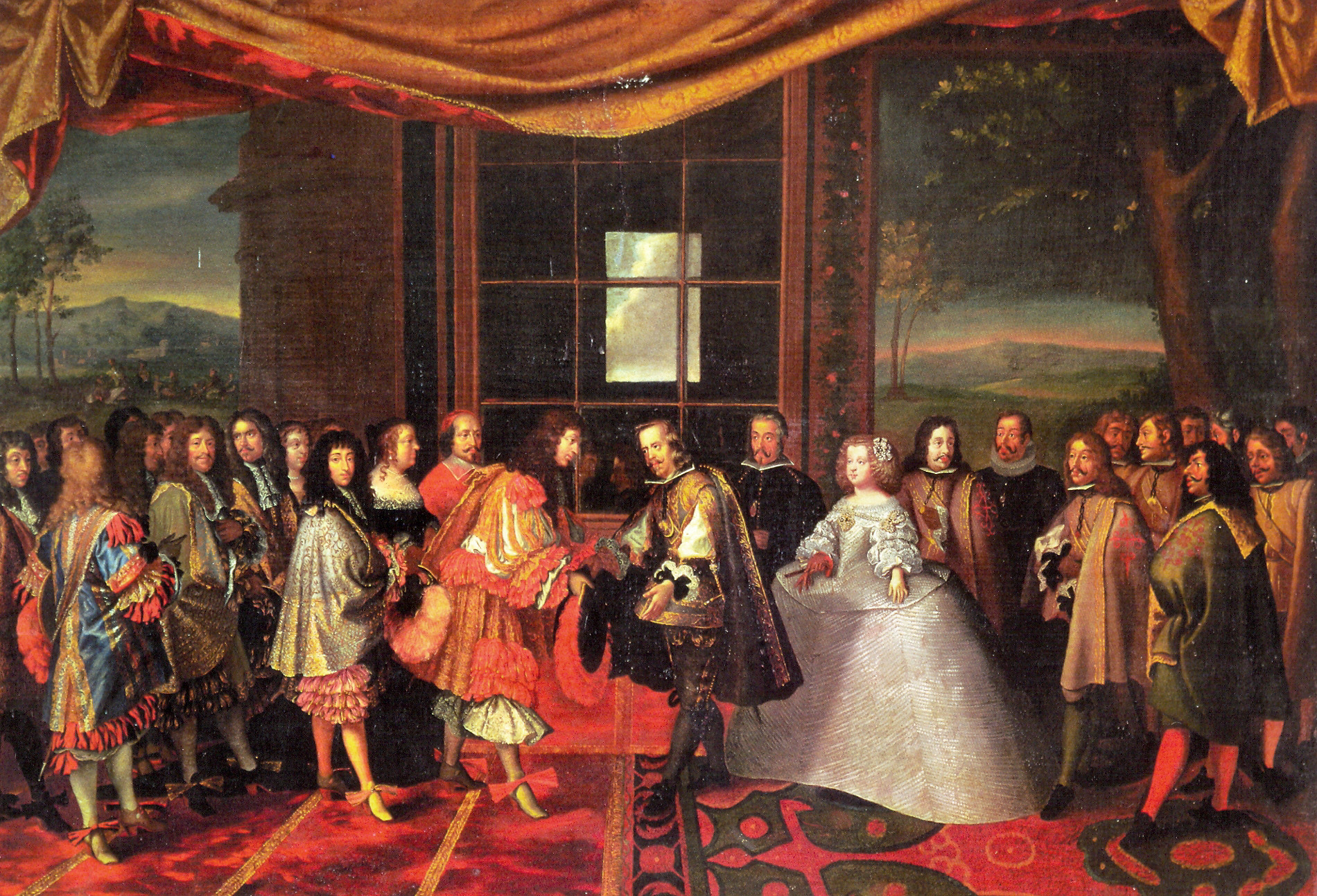
La entrevista de Luis XIV y Felipe IV en la isla de los Faisanes, de Jacques Laumosnier (1660).

Después de 10 años de guerra, Francia —aliada con Inglaterra— venció a las tropas españolas en la batalla de las Dunas, en 1658, pero al año siguiente la guerra se detuvo al ser derrotada la campaña francesa para tomar Milán. La paz se firmó poco después en la isla de los Faisanes, siendo los signatarios Luis de Haro, representante de Felipe IV de España, y el cardenal Mazarino, representante de Luis XIV de Francia.
En la frontera del norte, Francia recibió el condado de Artois salvo Aire-sur-la-Lys,    Arques, Clairmarais y Saint-Omer, además de una serie de plazas fuertes en Flandes, Henao y Luxemburgo, entre las que se encontraban Bourbourg, Saint-Venant, Gravelinas, Avesnes-sur-Helpe, Landrecies, Le Quesnoy, Philippeville, Montmédy, Carignan, Chauvency-le-Château, Marville, Damvillers y Thionville.
En la frontera del sur, se concertó la cesión a Francia del Rosellón, el Conflent, el Vallespir y una parte de la Cerdaña, todos ellos situados en la vertiente septentrional de los Pirineos y que las tropas francesas habían ocupado en apoyo de los sublevados catalanes, los franceses se retiraban de Cadaqués, Castellón de Ampurias, Puigcerdá y Rosas. La frontera con España se fijará desde entonces siguiendo los Pirineos, salvo en lo que se refiere al enclave de Llivia y al valle de Arán.
Los franceses devolvieron a España el Charolais —en el Franco Condado— y las conquistas de Italia Cassano d'Adda, Mortara, Valenza y Vigevano. España devolvía Vercelli a Saboya.
Francia devolvía el Ducado de Lorena a Carlos IV aliado español, aunque manteniendo las ciudades de Dun y Stenay (ocupadas desde 1632) y Clermont-en-Argonne (ocupada desde 1641). El Ducado de Bar, le sería devuelto mediante el Tratado de Vincennes de 1661, salvo las ciudades de Héming, Réding, Sarreburgo y Sierck-les-Bains que permanecerían en poder francés.
El rey francés perdonaba a Luis II de Borbón-Condé, exiliado en los Países Bajos españoles tras la derrota de la Fronda y le devolvía sus posesiones y títulos.
El tratado también preveía la boda entre Luis XIV de Francia y María Teresa de Austria, hija de Felipe IV, cuya dote se fijó en medio millón de escudos de oro, a cambio de renunciar a sus derechos sucesorios al trono de España. Esta compensación no se pagó nunca, sirviendo de excusa a Luis para iniciar nuevas hostilidades, en la llamada guerra de Devolución de 1667.
La Paz de los Pirineos se completó un año después por el Tratado de Llivia (1660) que acordó el paso a soberanía francesa de 33 pueblos y lugares del valle de Carol y el Capcir, quedando el enclave de Llivia bajo dominio español. De esta forma se fijó de un modo más preciso la división de la Cerdaña entre España y Francia.
En el tratado se incluyó un indulto general y la restitución de bienes a todos los perseguidos durante los años de la sublevación catalana (1640-1659). En cuanto al Rosellón, el compromiso incluía mantener la vigencia de los Usatges de Barcelona y sus instituciones al norte de los Pirineos, con sede en Perpiñán, pero esta parte no fue respetada por el rey francés Luis XIV. Un año después (1660), los Usatges fueron derogados por la monarquía francesa, lo que conllevó la abolición de las instituciones propias en el Rosellón, así como la prohibición del uso del catalán en el ámbito público y oficial so pena de invalidar lo escrito o dicho.
El Tratado de los Pirineos de 1659 marcó el fin de la hegemonía española en Europa y el inicio de la hegemonía francesa, consolidando la frontera natural entre España y Francia.

## Cita publicación
- Livet, G. (1970). «International Relations and the Role of France 1648-60». En: J. P. Cooper (Ed.). The New Cambridge Modern History. Vol IV. The decline of Spain and the Thirty Years War 109-48/59 (Cambridge: Cambridge University Press): 411-434. ISBN 0-521-07618-8.
- Sáinz, Luis Ignacio (2006). «La isla de los faisanes: Diego de Velázquez y Felipe IV Reflexiones sobre las representaciones políticas». Argumentos (Ciudad de México: Universidad Autónoma Metropolitana) 19 (51). ISSN 0187-5795.
- Valladares Ramírez, Rafael (1989). «El Tratado de Paz de los Pirineos: una revisión historiográfica (1888-1988)». Espacio, tiempo y forma. Serie IV, Historia moderna (Madrid: Universidad Nacional de Educación a Distancia) (2): 125-138. ISSN 1131-768X.
- Yetano, Isabel (2010). «Embajadas paralelas. Breve período de paz entre las continuas luchas que mantuvieron España y Francia en el siglo XVII». Espacio, tiempo y forma. Serie IV, Historia moderna (Madrid: Universidad Nacional de Educación a Distancia) 23: 111-128. ISSN 1131-768X.